# Tetrapogon
Tetrapogon là một chi thực vật có hoa trong họ Hòa thảo (Poaceae).

## Loài
Chi Tetrapogon gồm các loài: